# Esmee Visser
Esmee Visser (Leida, 26 gennaio 1996) è una pattinatrice di velocità su ghiaccio olandese, campionessa olimpica nei 5000 metri a Pyeongchang 2018.

## Palmarès

### Olimpiadi
- 1 medaglia:
  - 1 oro (5000 m a Pyeongchang 2018).

### Mondiali distanza singola
- 2 medaglie:
  - 1 argento (5000 m a Inzell 2019);
  - 1 bronzo (5000 m a Salt Lake City 2020).

### Europei distanza singola
- 2 medaglie:
  - 2 ori (3000 m a Kolomna 2018; 3000 m a Heerenven 2020).